# Деми Мур
Деми Џин Мур (енгл. Demi Gene Moore; Розвел, 11. новембар 1962) америчка је глумица. Била је водећа глумица крајем 1980-их и почетком 1990-их и најплаћенија глумица на свету до 1995. Номинована је за награду Еми за програм у ударном термину и три награде Златни глобус.

## Биографија
Рођена је 11. новембра 1962. године као Деми Џин Гајнс у Розвелу (Нови Мексико). Као дете је имала тежак и нестабилан живот. Њен биолошки отац Чарлс Хармон је напустио њену мајку Вирџинију која је била у трећем месецу трудноће, као резултат тога узела је презиме свога очуха Данија Гајнса. У детињству се породица често селила, да би 1976. године доспела у Лос Анђелес (Калифорнија). На наговор тадашње пријатељице Настасје Кински почиње да се бави глумом. Касније се среће са Фредијем Муром и удаје се за њега 1979. године. Разводи се након шест година брака, али задржава презиме Мур. Почетком осамдесетих се сликала нага, али те фотографије нису објављене све док није постала позната.
Филмску каријеру започиње 1982. године филмом Паразит, а потом следе филмови Седми знак (1988), Дух (1990), Неколико добрих људи (1992), Непристојна понуда (1993), Разоткривање (1994), Стриптиз (1996) и други.

## Приватни живот
Била је удата за глумца Бруса Вилиса, са којим има три кћерке (Рамер, Скаут и Талула). Године 1992. сликала се нага и у поодмаклој трудноћи за насловну страницу часописа Vanity Fair, да би се касније поново сликала за Vanity Fair носећи обојено одело. Такође је била удата за глумца Ештона Кучера, њихов брак је окончан 2013. године.

## Филмографија
| Улоге Деми Мур |                             |               |                         |          |
| Година         | Српски назив                | Изворни назив | Улога                   | Напомена |
| 1981.          |                             |               | Кори                    |          |
| 1982.          | Паразит                     |               | Патриша Велс            |          |
| 1982-1983      |                             |               | Џеки Темплтон           |          |
| 1984.          | За све је крив Рио          |               | Никол Ники Холис        |          |
| 1984.          |                             |               | Лора Виктор             |          |
| 1985.          | Ватра светог Елма           |               | Џулс                    |          |
| 1986.          |                             |               | Деби                    |          |
| 1986.          |                             |               | Касандра Елдриџ         |          |
| 1986.          | Мудрост                     |               | Карен Симонс            |          |
| 1988.          | Седми знак                  |               | Еби Квин                |          |
| 1989.          | Ми нисмо анђели             |               | Моли                    |          |
| 1990.          | Дух                         |               | Моли Џенсен             |          |
| 1991.          |                             |               | Дајана Лајтсон          |          |
| 1991.          | Смртне мисли                |               | Синтија Келог           |          |
| 1991.          | Месарева жена               |               | Марина Лемки            |          |
| 1992.          | Неколико добрих људи        |               | Џоен Галовеј            |          |
| 1993.          | Непристојна понуда          |               | Дајана Мерфи            |          |
| 1994.          | Разоткривање                |               | Мередит Џонсон          |          |
| 1995.          | Слово срама                 |               | Хестер Прин             |          |
| 1995.          | Некад и сад                 |               | Саманта Албертсон       |          |
| 1996.          | Поротник                    |               | Ени Лерд                |          |
| 1996.          |                             |               | Есмералда               | глас     |
| 1996.          | Стриптиз                    |               | Ерин Грант              |          |
| 1996.          |                             |               | Клер Донели             |          |
| 1996.          |                             |               | Далас Грајмс            | глас     |
| 1997.          | Џи Ај Џејн                  |               | поручник Џордан О'Нил   |          |
| 1997.          | Хари ван себе               |               | Хелен/Харијев лик       |          |
| 2000.          |                             |               | Марта Мари/Марти Талриџ |          |
| 2002.          | Звонар Богородичине цркве 2 |               | Есмералда               | глас     |
| 2003.          |                             |               | Мадисон Ли              |          |
| 2006.          |                             |               |                         | глас     |
| 2006.          |                             |               | Рејчел Карлсон          |          |
| 2006.          | Боби                        |               | Вирџинија Фалон         |          |
| 2007.          |                             |               | -                       |          |
| 2007.          |                             |               | детектив Атвуд          |          |
| 2011.          | Позив упозорења             |               | Сара Робертсон          |          |
| 2020.          | Иза затворених врата        |               | Пајпер Грифин           |          |
| 2024.          | Супстанца                   |               | Елизабет Спаркл         |          |

### Познати глумци са којим је сарађивала
- Мајкл Кејн (За све је крив Рио)
- Том Круз (Неколико добрих људи)
- Џек Николсон (Неколико добрих људи)
- Роберт Редфорд (Непристојна понуда)
- Мајкл Даглас (Разоткривање)
- Алек Болдвин (Поротник)